# Andrew Van Ostade
Andrew Van Ostade is een Vlaams acteur en ex-muzikant.

## Muziek-carrière
Als muzikant was hij een van de oprichtende leden en drummer van School is Cool, een groep ook waar zijn broer Michael bassist was. School is Cool werd bekend in 2009 toen ze op Frappantpop de publieksprijs en derde juryprijs wonnen en meer nog in 2010 na het winnen van Humo's Rock Rally.
Op 8 maart 2014 kondigde de groep om privéredenen aan de samenwerking met Andrew Van Ostade te verbreken. Anderhalf jaar later werd de reden duidelijk: een dispuut over een ski-ongeval met de vriendin van zanger Johannes Genard. Van Ostade werd voor zijn aandeel in het ongeluk ook door het gerecht veroordeeld.

## Theater en film-carrière
In 2015 werd hij lid van Troubleyn, het theatercollectief van Jan Fabre. Hij nam er de rol op van een uitzinnige Dionysos in diens productie 'Mount Olympus' dat jaar. Daarnaast had hij een prominente rol in Jan Fabres 'Belgian Rules / Belgium Rules' (2017-8).
Sinds dan speelt hij allerlei rollen in televisieseries, en schrijft hij samen met zijn broer - Michael van Ostade - ook films.

## Rollen op tv en in film
- Vermist (2016) - Dries
- De 16 (2016) - Dirk Kerckhove
- Please, Love Me (2017) - Verkoper Vandenborre
- Baba Yega: The Movie (2018) - Frituurdame, en co-schrijver
- De Collega's 2.0 (2018) - Receptionist
- Gina en Chantal (2019) - Als zichzelf
- F*** you very, very much (2021) - Nachtportier
- De Gebroeders Schimm (2021) - Hans Schimm, en co-schrijver
- Match (2021) - Quinten
- Zillion (2022) - Bjorn
- Groeien & Bloeien (2024) - Sven Vandersarre